# チャールズ・マシュー
チャールズ・マシュー（Charles Matthews、1991年7月23日 - ）は、プロD2、ビアリッツ・オランピックに所属するラグビー選手。

## プロフィール
- イングランド・ロンドンキングストン・アポン・テムズ区出身。
- ポジションはロック(LO)。
- 身長 203cm、体重 121kg
- U20イングランド代表に選ばれたことがある[1]。

## 略歴
ハーレクインズを経て、2018年、ワスプスに加入。 
2020年、日本製鉄釜石シーウェイブスに加入。
2021年2月13日に行われたジャパンラグビートップチャレンジリーグ第1節の栗田工業ウォーターガッシュ戦に先発出場で日本での公式戦初出場を果たした。
2022年、ハーレクインズに復帰。
2023年、ビアリッツ・オランピックに加入。